# Radeon R300
Az ATI Radeon R300 egy grafikai processzor, 2002 augusztusában mutatta be az ATI. D3D és OpenGL 2.0 támogatással rendelkezett, ez volt az első D3D 9 képes chip. Továbbá támogatta a 2D GUI video gyorsítást is.

## Története
Nem sokkal a GeForce 4000-es sorozat után debütált, mind sebességben, mind technológiában felülmúlta a konkurens csúcsmodellt, a 4600-as GeForce-ot. Sőt az Nvidia következő generációs kártyáival is felvette a versenyt, amik 2003-ban kerültek a piacra, a 9700-as Radeon körülbelül a frissen megjelent FX 5800-as volt egy szinten. Nemsokára kezdtek megjelenni az első DirectX 9-et kihasználó játékok, melyekben kiderült, hogy a 9500-as és 9700-as Radeon messze túlszárnyalják az ellenük szánt Geforce-okat.

## Külső hivatkozások (angol)
- "3D Chip and Board Charts" by Beyond3D, Hozzáférés ideje: January 10 2006
- "ATI’s Radeon 9700 (R300) – Crowning the New King" by Anand Lal Shimpi, Anandtech, July 18 2002, Hozzáférés ideje: January 10 2006
- "ATI Radeon 9700 PRO Review" Archiválva 2007. február 2-i dátummal a Wayback Machine-ben by Dave Baumann, Beyond3D, August 19 2002, Hozzáférés ideje: January 10 2006
- "Matrox's Parhelia - A Performance Paradox" by Anand Lal Shimpi, Anandtech, June 25 2002, Hozzáférés ideje: January 10 2006
- "A look at the Geforce 6600GT" Archiválva 2007. szeptember 29-i dátummal a Wayback Machine-ben by the Firing Squad, Hozzáférés ideje: November 11 2006
- "Infos zur ALDI Grafikkarte Radeon 9800 XXL(in German)"- Infos zur ALDI Grafikkarte Radeon 9800 XXL, Hozzáférés ideje: November 21 2006
- AMD Radeon R3xx 3D Register Reference Guide